# Liste der Baudenkmale in Wanna
In der Liste der Baudenkmale in Wanna sind alle Baudenkmale der niedersächsischen Gemeinde Wanna im Landkreis Cuxhaven aufgelistet. Die Quelle der Baudenkmale ist der Denkmalatlas Niedersachsen. Der Stand der Liste ist der 30. Dezember 2023.

## Allgemein
In den Spalten befinden sich folgende Informationen:
- Lage: die Adresse des Baudenkmales und die geographischen Koordinaten. Kartenansicht, um Koordinaten zu setzen. In der Kartenansicht sind Baudenkmale ohne Koordinaten mit einem roten Marker dargestellt und können in der Karte gesetzt werden. Baudenkmale ohne Bild sind mit einem blauen Marker gekennzeichnet, Baudenkmale mit Bild mit einem grünen Marker.
- Bezeichnung: Bezeichnung des Baudenkmales
- Beschreibung: die Beschreibung des Baudenkmales. Unter § 3 Abs. 2 NDSchG werden Einzeldenkmale und unter § 3 Abs. 3 NDSchG Gruppen baulicher Anlagen und deren Bestandteile ausgewiesen.
- ID: die Objekt-ID des Baudenkmales
- Bild: ein Bild des Baudenkmales, ggf. zusätzlich mit einem Link zu weiteren Fotos des Baudenkmals im Medienarchiv Wikimedia Commons. Wenn man auf das Kamerasymbol klickt, können Fotos zu Baudenkmalen aus dieser Liste hochgeladen werden:

## Wanna
| Lage                                      | Bezeichnung               | Beschreibung | ID       | Bild           |
| ----------------------------------------- | ------------------------- | --- | -------- | -------------- |
| Haubusch 4 53° 43′ 31″ N, 8° 47′ 29″ O    | Forsthaus                 | Zweigeschossiger Backsteinbau von 1883 (i), an beiden Giebelseiten eingeschossige Anbauten | 31356560 | BW             |
| Kirchweg 53° 44′ 29″ N, 8° 46′ 53″ O      | St. Georg                 | Backsteinbau von 1867 mit Querschiff und Westturm, mit polygonalem Walm über der Apsis | 31356655 | Weitere Bilder |
| Kirchweg 53° 44′ 29″ N, 8° 46′ 52″ O      | St. Georg (Kirchhof)      | Umgebende, baumbestandene Freifläche. | 31356453 |                |
| Kirchweg 53° 44′ 36″ N, 8° 46′ 53″ O      | Gefallenendenkmal         | Steinpfeiler von 1922 auf dem Friedhof mit Namenstafeln für die Gefallenen des Ersten Weltkrieges, zwei Steintafeln mit den Namen der Gefallenen und Vermissten des Zweiten Weltkrieges, mittlere Steintafe von um 1950 mit Widmung: „Den Toten im Osten“; Holzkreuzes im Hintergrund mit Tafel und Widmung. | 31356614 | BW             |
| Moorweg 10 53° 43′ 15″ N, 8° 49′ 46″ O    | Wohn-/ Wirtschaftsgebäude | Zweiständer-Hallenhaus von 1892 zunächst in Fachwerk, überwiegend durch Backsteinmauerwerk ersetzt | 31356494 | BW             |
| Weststraße 22 53° 44′ 29″ N, 8° 46′ 47″ O | Gasthaus                  | Backsteinbau von 1902 mit Drempelgeschoss, westseitig zweigeschossiger Seitenrisalit | 31356696 | BW             |